# Николово (област Монтана)
Вижте пояснителната страница за други значения на Николово.
Нико̀лово е село в Северозападна България. То се намира в община Монтана, област Монтана.

## География и климат
Николово се намира на 4 км изток-североизточно от град Монтана, в подножието на Пъстрина, в долината на река Шугавица, на надморска височина между 140 и 180 метра и е най-близкото село до областния център. Част от Западния Предбалкан.
| Климатични данни за средни температури (в °C) и валежи (в mm) месечно и годишно. Източник: meteoblue.com |       |       |       |       |       |       |       |       |       |       |       |        |
| яну | фев   | мар   | апр   | май   | юни   | юли   | авг   | сеп   | окт   | ное   | дек   | год    |
| 0 °C | 0 °C  | 4 °C  | 8 °C  | 12 °C | 16 °C | 18 °C | 18 °C | 14 °C | 10 °C | 5 °C  | 1 °C  | 9 °C   |
| 41 mm | 40 mm | 53 mm | 64 mm | 70 mm | 57 mm | 48 mm | 36 mm | 45 mm | 39 mm | 38 mm | 49 mm | 580 mm |

## История
До 17 октомври 1949 г. селото се казва Баня.
През 1956 година местните жители организират петиция срещу извършваната колективизация, която се опитват да предадат на британското посолство, но пратениците им са арестувани в София.

## Културни и природни забележителности
Планината Пъстрина. Истинското ѝ име е Спастра, което ще рече „Пазителка“. В нея българите са укривали злато и затова от всички държави иманяри търсят в нея. Има и местност, наречена „Манастира“, защото навремето е имало там манастир, от който сега е останало само една чешма. Има и две пещери. Едната е позната като „Меча дупка“ и се намира на запад от селото.

## Спорт
ФК Вихър Николово е футболен клуб от с. Николово, област Монтана. Създаден е през 1950 година, като най-високото постижение на отбора е спечелването на „А“ окръжна група, област Монтана. Отборът е закрит през 90-те години, но през 2006 година се събира отново и започва участие в най-ниската група в област Монтана. Оттогава насам те достигат до финал за Аматьорската купа и го губят и записват много добри резултати в „А“ окръжна група. Отбора става 3 пъти вицешампион, веднъж се класира 3-ти и веднъж 8-и, но последното постижение е още в първия им сезон. През сезон 2015/2016 за пръв път „Вихър“ Николово завършва на първо място в „А“ окръжна футболна група. Тук играе и мачовете си отборът на „Пъстрина 2012“